# Wappersdorf (Stephansposching)
Wappersdorf ist ein Gemeindeteil der Gemeinde Stephansposching im niederbayerischen Landkreis Deggendorf.

## Lage
Wappersdorf liegt im Gäuboden etwa zwei Kilometer südwestlich von Stephansposching.

## Geschichte
Der Ort entstand, worauf die Endung -dorf schließen lässt, vermutlich als Ausbauort von Kloster Metten. Wappersdorf gehörte 1464 zur Hauptmannschaft Pankofen und 1474 zur Obmannschaft Rottersdorf. Bei der Gemeindebildung 1818/1821 kam Wappersdorf zur Ruralgemeinde Rottersdorf. 1863 hatte Wappersdorf 33 Einwohner.
Mit der Gemeinde Rottersdorf gelangte Wappersdorf im Zuge der Gebietsreform 1978 zur Gemeinde Stephansposching.

## Sehenswürdigkeiten
- Kapelle Hl. Familie. Der kleine Saalbau mit Zwiebel-Dachreiter wurde 1923 von Karl Pommer errichtet. Die Ausstattung stammt wohl aus dem Vorgängerbau.